# Ramón Casaus y Torres
Francisco Ramón Valentín de Casaus y Torres », né le 13 février 1765 à Jaca (Aragon, Espagne) et mort le 10 novembre 1845 à La Havane (Cuba), est l'archevêque du Guatemala de 1815 à 1829.

## Biographie

### Débuts en tant que religieux
Arrivé à Mexico en provenance d'Espagne en 1788, il est religieux de l'ordre des Prêcheurs. En 1805, il est fait docteur et, l'année suivante, il sert comme auxiliaire de l'évêché d'Oaxaca où il est consacré en 1807. Vers la fin de 1811, il part pour Guatemala avec une grande caravane de mulets. Dans ses bagages se trouvent de nombreux livres dont la valeur atteint 7 072 pesos. Lorsque l'archevêché du Guatemala est déclaré vacant, il est nommé à ce poste le 27 août 1814 et en prend officiellement possession l'année suivante.
Au cours de son séjour à travers les régions centraméricaines, il est confronté aux rébellions précédant l'indépendance et montre son autorité lors du soulèvement à San Salvador en 1811. Parmi ses actions, il fait taire le religieux José Matías Delgado qui est partisan d'une église salvadorienne indépendante. Casaus était un allié de l'aristocratie créole, particulièrement représentée par la famille Aycinena et le capitaine-général José de Bustamante y Guerra. Afin de réfuter les idées issues des Lumières, il rédige trois lettres pastorales en 1811 et une autre en juillet 1821 tout en montrant quelques signes d'ouvertures.
Casaus est reconnu en tant que figure conservatrice centraméricaine marquante et également comme un intellectuel influent avec José Cecilio del Valle. D'autre part, il est un farouche adversaire à la création d'un évêché au Salvador par le gouvernement du pays en 1824 et qui serait dirigé par Delgado. La résolution est alors déclarée illégitime par le pape Léon XII en 1826.

### Visite britannique
Au cours d'une visite officielle, J. A. Thompson, envoyé de la Couronne britannique, reconnait l'archevêché guatémaltèque, peu avant le renversement du gouvernement conservateur de Mariano de Aycinena en 1829. Le rapport de l'envoyé décrit Ramón Casaus comme un homme de bonnes manières ayant un flair politique durant cette période de tourments politiques.

« J'ai rapidement découvert l'histoire et le caractère de Don Ramón Casaus : c'est une personne de très bonnes manières et vigoureuse par rapport à son âge et à son intelligence. Il m'a informé qu'il avait cru de son devoir, en premier lieu, de s'opposer aux mesures des partisans de l'indépendance, car elles étaient subversives aux principes de gouvernement qu'il avait l'habitude de soutenir et qui, sous son autorité, étaient protégés ; mais que, avec l'évolution de l'opinion publique vers l'indépendance, et lorsqu'il réalisa que le désir absolu de la majorité du peuple était d'avoir un gouvernement indépendant, il décida de cesser de s'y opposer et, par la suite, d'empêcher une effusion de sang qui ont naturellement eu lieu compte tenu de la nature du conflit intérieur, a apporté son soutien ferme et déterminé au nouveau gouvernement.
Il était à l'origine un frère [dominicain], mais il est maintenant le représentant du clergé séculier et porte, par son opinion, l'influence des ecclésiastiques les plus compétents de cette dénomination. Il n'est pas évident que tous les différents groupes religieux soient d'accord avec le nouvel ordre gouvernemental. En fait, j’en doute personnellement ; Même s’ils semblent satisfaits, ils parlent bien et n’expriment pas d’opinions ou d’actions qui montrent leur opposition à la question. Concernant l’autorisation du culte protestant, Son Éminence m’a fait comprendre que tant qu’il s’agissait d’une foi « privée », il n’y aurait aucune objection ; que la constitution du Guatemala avait été rédigée de la manière la plus libérale possible, compte tenu des circonstances de l'époque..

J. A. Thompson(en) Thompson, Narrative on an Official Visit to Guatemala from Mexico, Londres, Reino Unido, Woodfall, G., 1829 (lire en ligne) »

### Exil
En 1829, il est le premier archevêque du Guatemala à être expulsé du territoire en résultat de la première guerre civile centraméricaine (en). La défaite du régime de Mariano Aycinena face au chef libéral hondurien Francisco Morazán, lui vaut d'être considéré comme un traître à la patrie.
Casaus meurt en exil à La Havane à Cuba.